# U-1 (1961)
U-1 (S180) – niemiecki okręt podwodny z okresu zimnej wojny. Zbudowany jako pierwsza jednostka typu 201, wszedł do służby w Deutsche Marine 20 marca 1962 roku. Po przebudowie na jednostkę typu 205, ponownie wszedł do służby 6 czerwca 1967 roku.  

## Historia
Zamówienie na nowe okręty podwodne typu 201 przystosowane do działania głównie na płytkich wodach Morza Bałtyckiego, zostało złożone w stoczni HDW w Kilonii 16 marca 1959 roku. Rozpoczęcie budowy pierwszej jednostki serii, która otrzymała oznaczenie U-1 i znak taktyczny S180, miało miejsce 8 czerwca 1960 roku. Wodowanie nastąpiło 21 października 1961 roku, wejście do służby 20 marca 1962 roku. Do budowy okrętów typu 201 wykorzystano stal niemagnetyczną w celu ochrony przed działaniem min magnetycznych i zmniejszeniem podatności na wykrycie przez jednostki ZOP. Technologia budowy kadłubów z tego materiału okazała się niedopracowana, pojawiły się mikropęknięcia i korozja. Podjęto decyzję o wymianie struktury kadłuba na zbudowaną ze zwykłej stali. W konstrukcji okrętów wprowadzono liczne zmiany techniczne, zwiększeniu uległa m.in. długość i wyporność okrętów, którym nadano oznaczenie typ 205. Budowa tak zmienionego U-1 (S180) rozpoczęła się 1 lutego 1965 roku. Wodowanie nastąpiło 17 lutego 1967 roku, wejście do służby 26 czerwca 1967 roku. 
Okręt wycofano ze służby 29 listopada 1991 roku i złomowano. Na okręcie, który przed złomowaniem został przekazany stoczni Nordseewerke, testowano napęd wykorzystujący silniki wysokoprężne pracujące w obiegu zamkniętym bez dostępu do powietrza atmosferycznego .